# Соля
Соля (Соль) — река в Смоленской области России в Холм-Жирковском и Сафоновском районах. Правый приток Днепра.
Длина 67 км. Исток южнее деревни Приказники Холм-Жирковского района на севере Сафоновской возвышенности. Направление течения: юг. Устье напротив деревни Мосолово Сафоновского района. Притоки: справа: Просолк, Черногрязка, Лемна, Репинка, Каменка, Быковка, Ивашковка, Городня; слева: Белка, Ольшанка, Лучевка, Внуковка, Матчина, Лабоза.